# Doidalsas de Bithynie

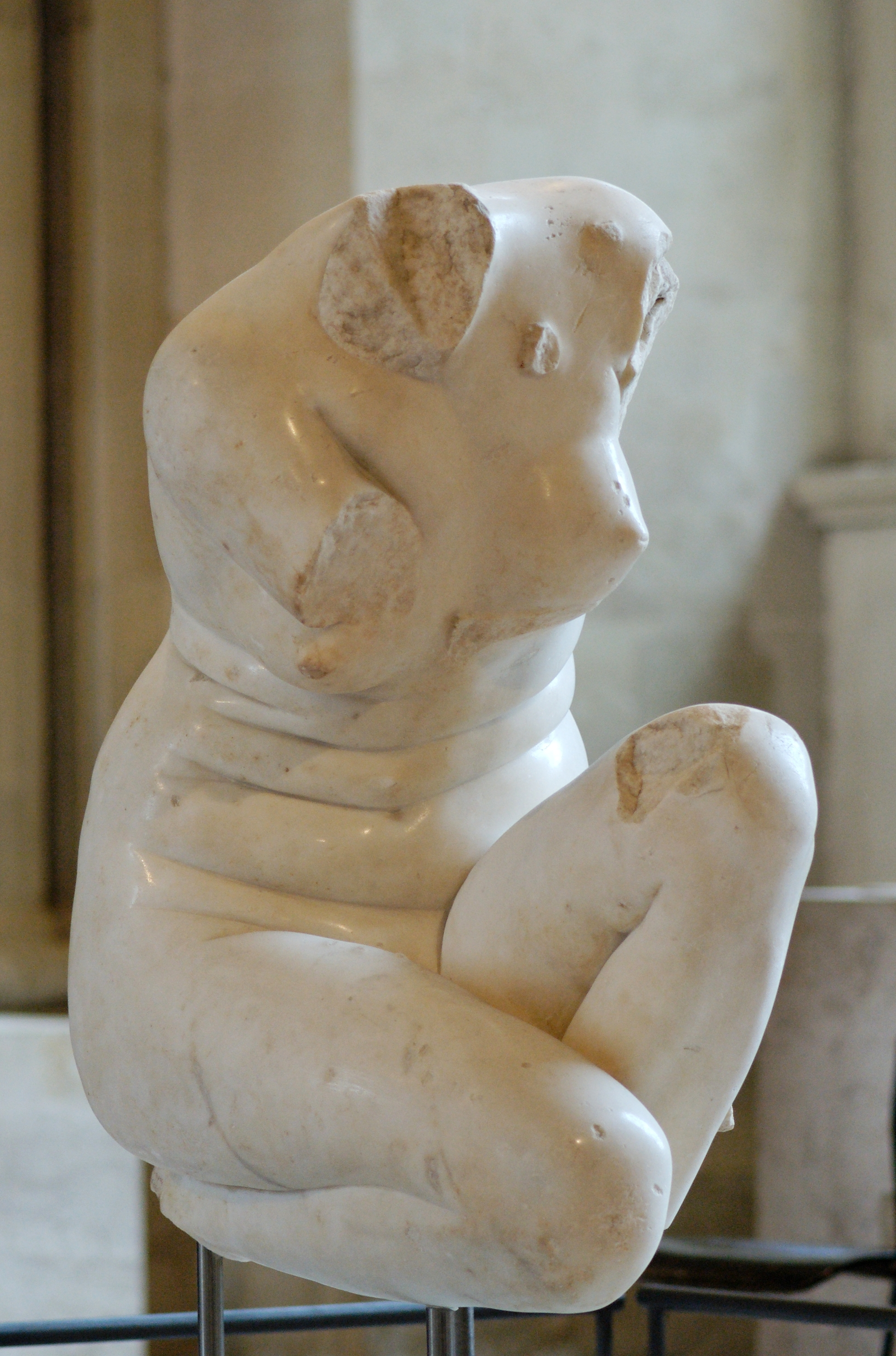
Vénus de Vienne : Aphrodite accroupie. Marbre, copie romaine du Ier-IIe siècle ap. J.-C. d'après le modèle de Doidalsas. Musée du Louvre. Provenance : Saint-Romain-en-Gal.

Doidalsas de Bithynie (grec ancien : Δοιδάλσας, ou Δοιδάλσης, dérivé de Dédale) est un sculpteur de l'époque hellénistique, du milieu du IIIe siècle av. J.-C.
Il est l'auteur de l’Aphrodite accroupie dont deux copies se trouvent au  Palais Massimo alle Terme, à Rome : l'une en marbre de Paros, trouvée via Palermo, près du palais du Viminal, à l'origine avec Éros et le cygne (copie du milieu du IIe siècle) ; l'autre, provenant des thermes de la villa Hadriana, en marbre pentélique, copie de l'époque d'Hadrien,.

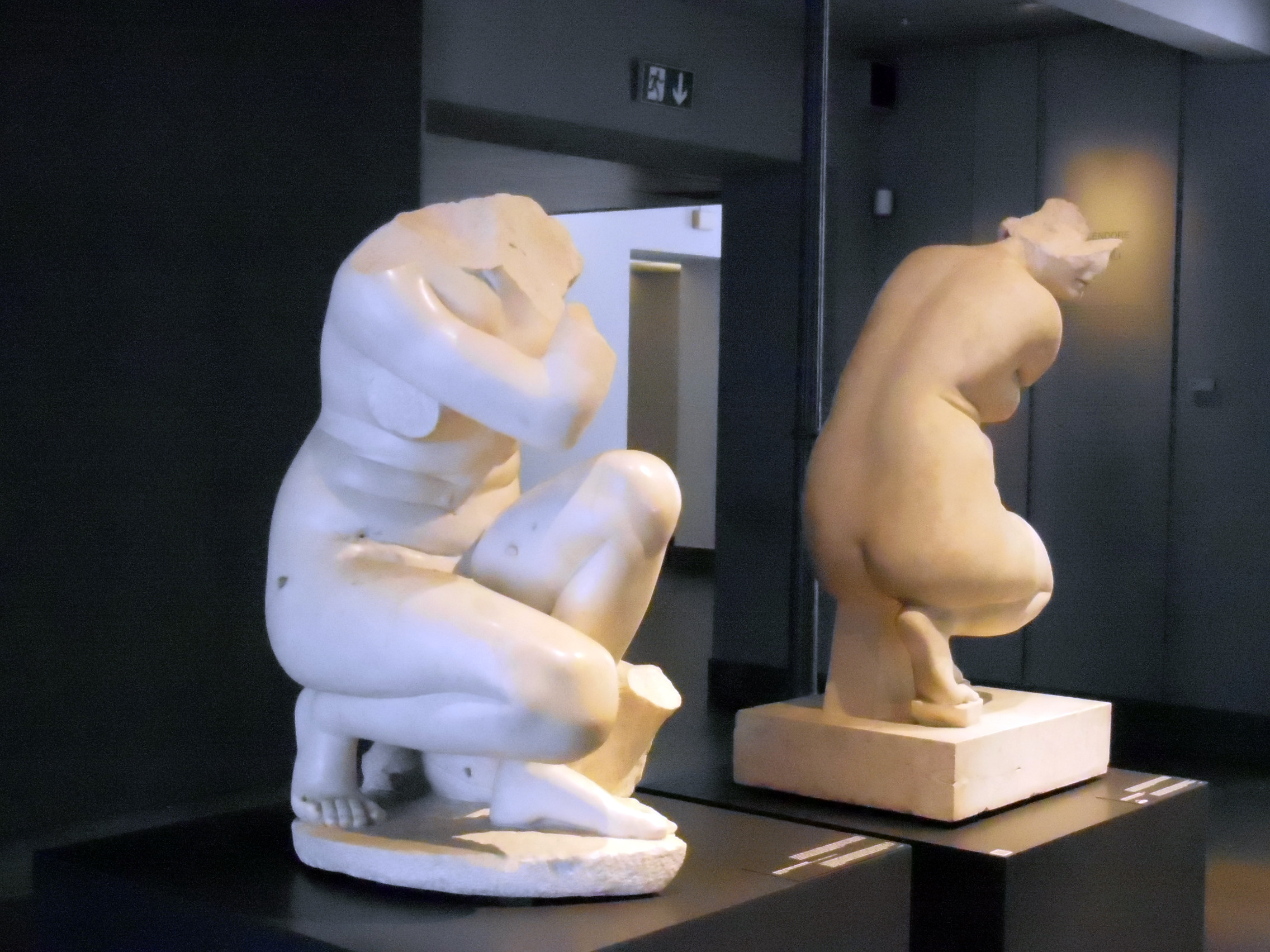
Les deux copies de l’Aphrodite accroupie de Doidalsas, au Palais Massimo alle Terme : à gauche, celle de la via Palermo et à droite, celle des thermes de la villa Hadriana[1],[2].
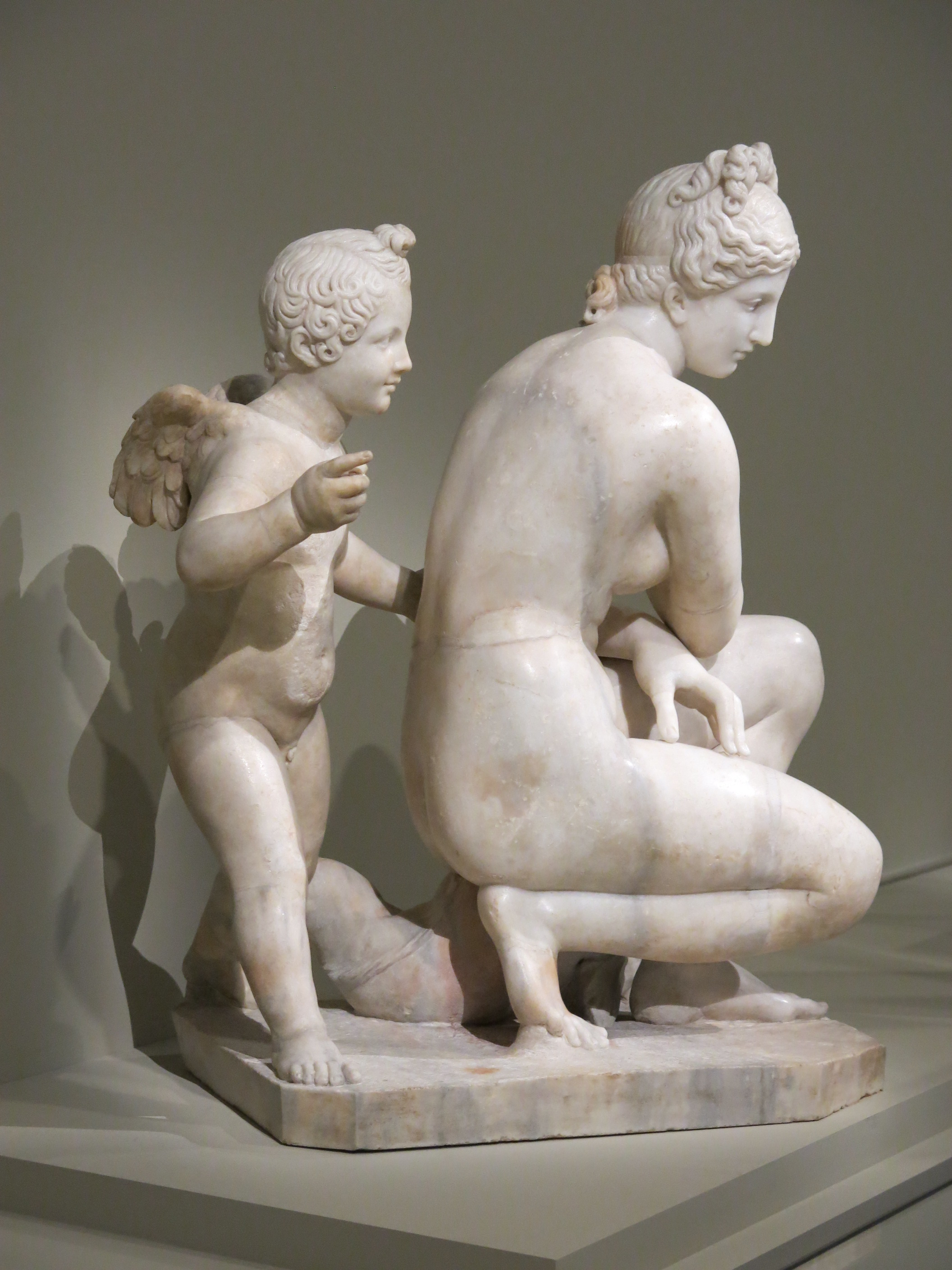
Statue du même modèle d'Aphrodite et Éros, qui donne une idée de la présentation de la statue complète. Musée de l'Ermitage.
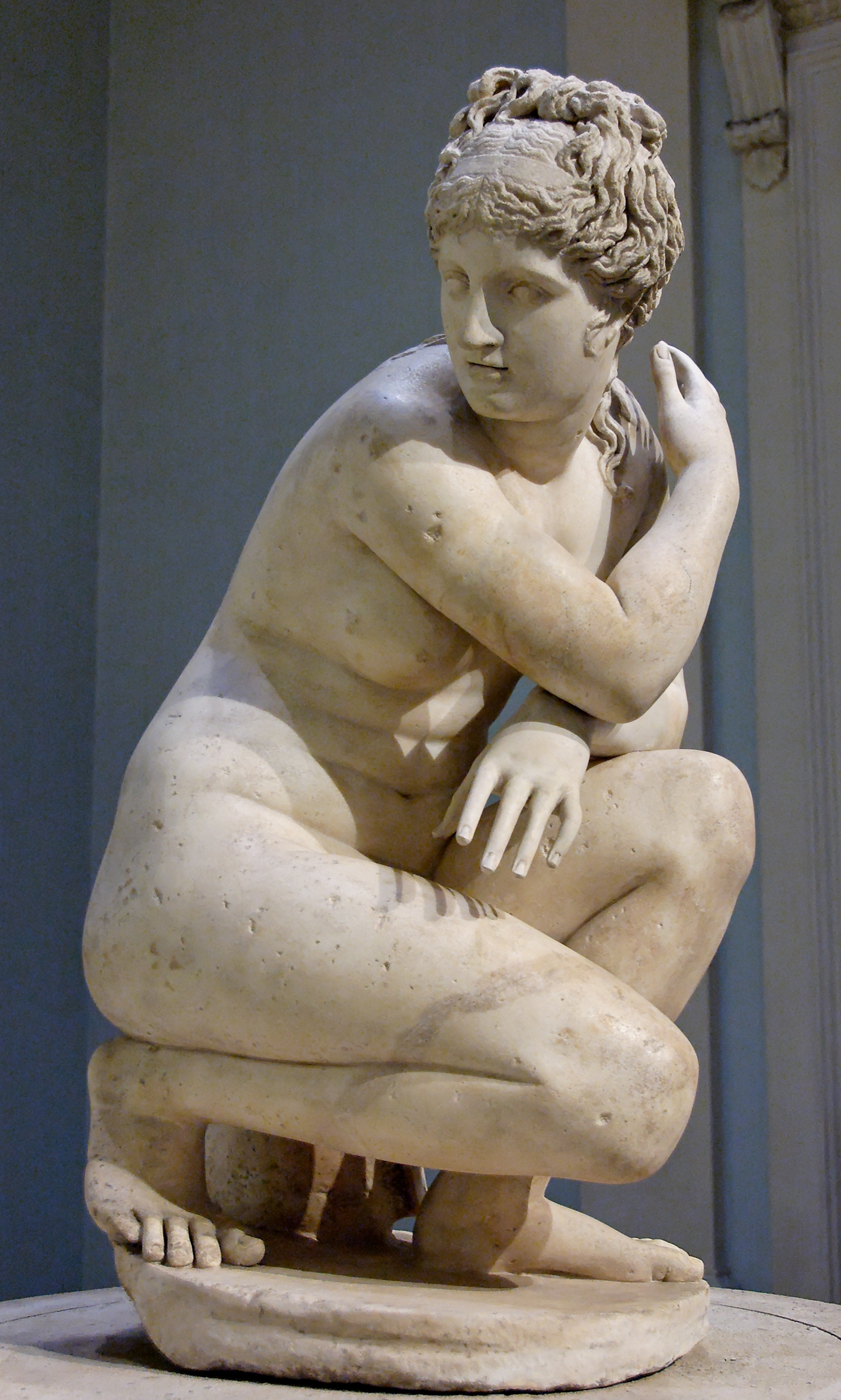
Une autre version de la « Vénus accroupie », au British Museum.
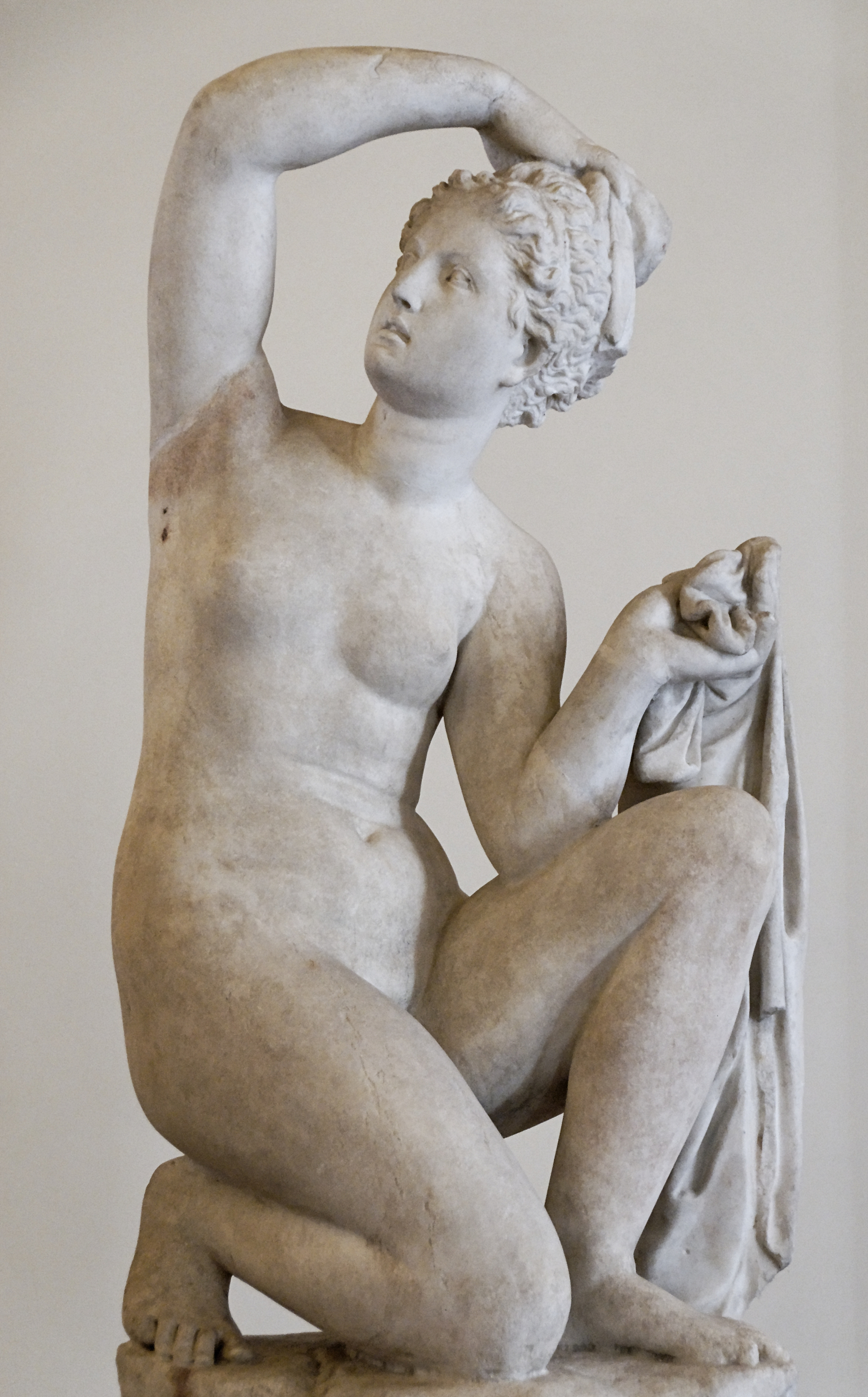
Vénus accroupie, Palais Altemps.

## Sources
1. 1 2  Cadario 2005, p. 38.
2. 1 2  Calandra 1998, Afrodite di Doidalsas, p. 124.